# Ephistemus apicalis
Ephistemus apicalis is een keversoort uit de familie harige schimmelkevers (Cryptophagidae). De wetenschappelijke naam van de soort werd in 1863 gepubliceerd door John Lawrence LeConte.